# Aiguille d'Argentière
L'Aiguille d'Argentière (3.901 m s.l.m.) è una montagna delle Alpi del Monte Bianco nelle Alpi Graie, la vetta più alta del Massiccio Dolent-Argentière-Trient.

## Caratteristiche

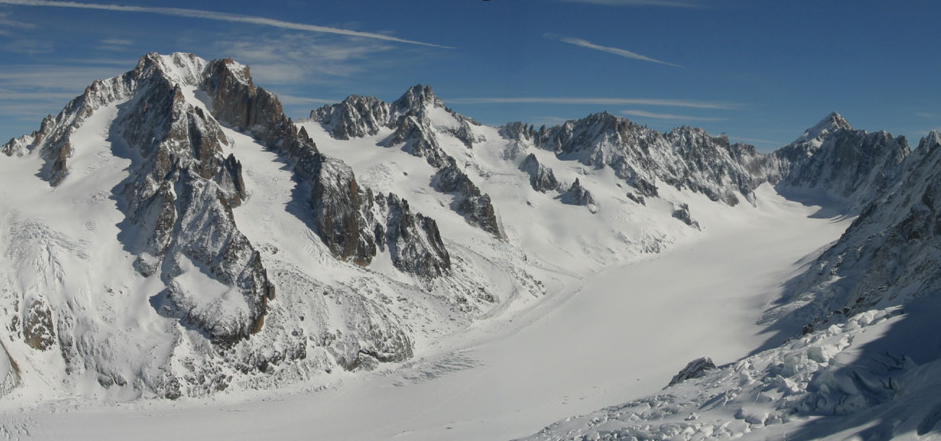
L'Aiguille d'Argentière (la prima a sinistra e versante francese) con il Ghiacciaio d'Argentiere.

La montagna è posta lungo la linea di confine tra la Svizzera (Canton Vallese) e la Francia (dipartimento Alta Savoia)Dal versante svizzero si trova al termine del Ghiacciaio di Saleina; dal versante francese (occidentale) la montagna sovrasta il Ghiacciaio d'Argentiere.

## Salita alla vetta
Fu salita per la prima volta il 15 luglio 1864 da Edward Whymper e A. Reilly con le guide Michel Croz, M. Payot e H. Charlet. La via si svolse per quello che fu poi chiamato Couloir Whymper.
La via normale per salire sulla vetta parte dal Rifugio d'Argentière (2.771 m) e risale il Glacier du Milieu.